# Nenad Djapic
Nenad Djapic (* 23. März 1948 im ehemaligen Jugoslawien/Dalmatien) ist ein deutscher Filmregisseur und Autor, auch Drehbuchautor.
Bis 1972 studierte er Filmwissenschaften an der KU in Prag, und danach Kunst und Ästhetik in West-Berlin. Seit 1972 lebt er in Berlin und hat seit 1995 aufgrund der politischen Teilung seiner Heimat die deutsche Staatsangehörigkeit.

## Filmografie
Regie und Drehbücher
- 2012: Kodjo - Jiri Bartovanec Besuch in Togo - Dokumentarfilm, Ceska Televize, Prag, 57 Min.
- 2011: Můj pradědeček Čingischán (Mein Großvater Dschingis Khan) - Dokumentarfilm, Ceska Televize, Prag, 57 Min.
- 2010: Africké kořeny - české tančení (African Roots -  Czech dance) - Dokumentarfilm, Ceska Televize, Prag, 57 Min.
- 2009: Tak se tančí tango argentino v Praze - Dokumentarfilm. Ceska Televize, Prag, 52 Min.
- 2007: Tango for Jennifer -  Konzeptuelle Filmdokumentation, 18 Min.
- 2005: My Painting - DVD, Videodokumentation, Berlin, 18 Min
- 2002: Hotelbus - Dampfknödel auf Island essen... Dokumentarfilm. Ceska Televize, Prag, 20 Min
- 2001: Newenas weite Reise - Kinderkinofilm, 90 Min.
- 1995: Wie klaut man einen Schwan? - Kinderkinofilm. 90 Min (Lenfilm - russische Version: Russki Paravos)
- 1994: Das Horn - ZDF Kinderfilm, 30 Min.
- 1993: Ur Ur Ur Großvater - ZDF Kinderfilm, 30 Min.
- 1992: Neujahresfeuer - ZDF Kinderfilm, 30 Min.
- 1991: Sindbad der Luftflieger - ZDF Kinderfilm, 30 Min.
- 1991: Causa Beli, Kurzfilm über Krieg in Ex-Yu, Prag, 9 Min.
- 1990: Altes Eisen (SBH-Version: Staro gvozdje ne rdja) - ZDF-RTB Kinderfilm, 30 Min.
- 1987: Eine Reise auf die Philippinen, - HR Sandmännchen 13 × 3 Min
- 1986: Die Rache (Osveta) Kinofilm - Fernsehspiel, De - Yu, 90 Min
- 1984: Haus Excelsior - Fernsehspiel, ZDF, 80 Min.
- 1984: Der Gehilfe des Uhrmachers -  Kinderfilm, ZDF, 30 Min.
- 1983: Tu was, Kanake - Fernsehspiel, ZDF, 80 Min.
- 1981: Peter Gombas Lehr- und Wanderjahre - Fernsehspiel, ZDF, 80 Min.
- 1971: Bitelic - Vrdovo - Velika Greda in Dalmatien - Ethnographischer Film, 45 Min.

Drehbücher:
- 2005: Gentile Bellini visit Mehmed II. - Drehbuch für einen Kinofilm.
- 2005: Sokollu Mehmed Pascha (Mehmed Pasa Sokolovic) and his poor friend Mimar Sinan, the wizard od cupels - Drehbuch für einen Kinofilm
- 2004: Jana Prohazkova vs. Nazim Hikmet - Drehbuch für einen Kinofilm. Love story about Poetry, Communism and Capitalism
- 1985: Lisa und die Riesen, Kinderkinofilm. 90 Min.  Geschichte: Nenad Djapic, Regie: Thomas Draeger
- 1987: Die Verliebten, Kinofilm. Beratend beim Drehbuch. Regie: Jeanine Meerapfel
- 1986: Die Ähnlichkeiten, Kinderfilm ZDF 30 Min. Drehbuch zusammen mit Stefan Lukschy. Regie: Stefan Lukschy
- 1980: Konstantin, Kinderfilm ZDF 30 Min. Drehbuch zusammen mit Thomas Draeger. Regie: Thomas Draeger
- 1979: Der Baum steht. Kinderfilm ZDF 30 Min. Drehbuch zusammen mit Thomas Draeger. Regie: Thomas Draeger
- 1979: Das verbotene Spiel - 3x45 Min. WDR. Drehbuch Nenad Djapic, Regie: George Moorse

## Literarische Werke und Theaterstücke
- 2015: Choreografie der Bewegungen (inkl. Tango Argentino) im Theaterstück „Směšná interpretace (Zatímco nahoře se dává zas nějaká perverze)“ (Lächerliche Interpretation) Eine Hommage an Milan Kundera - Divadlo Husa na provázku, Brno, CZ (Theater Gans an der Schnur, Brünn, Tschechien)
- 2013: „Tango Demente“, II Preis „Konstantin Treplev“ - Divadlo Husa na provázku („Goose on a String Theatre“), Brunn
- 2012: VÍDEŇSKÝ HŘÍCH - II Preis Theaterstückewettbewerb „Radok Preis“, Prag,
- 2009: „Yepime Traki“ (Kurzgeschichte, in Mein heimliches Auge 2009/2010, Konkursbuchverlag)
- 2007: The Lasthardcorepornopicturesshow, für Studio104a, Stuttgart,
- 1999: ZITAT ENDE, Ein Theaterstück geschrieben für dirviva Theater und Imam Cagla, Annett Gajowski, Evelyne Laye, Rade Radovic und Nardos Woldeselassie Premiere Stuttgart September
- 1981: Children book for Bara

## Ausstellungen
- 2023: Ausstellung „Nenads weite Reise“ 3. Februar bis 12. März 2023 und Filmvorführung Newenas weite Reise, Gemäldegalerie für Gegenwärtige Kunst Basiskulturfabrik – Neustrelitz, Alte Kachelofenfabrik Neustrelitz#Programm[1][2]
- 2016: Ausstellung Mezicas 5.2. - 23.3.2016, Kulturni Centrum Průhon, Prag
- 2014: Ausstellung Erós und Thanatos, Dion Galerie, Prag
- 2013 – 2022: Prag, City Tower: Sieben großformatige Kompositionen zum Thema Adam und Eva
- 2012: Galerie Letohrádek Portheimka, Prag - Gemäldeausstellung 3. – 27. April 2012
- 2008: 1 Painting and 9 Drawings  on the theme - Soutbohemian Children Plays: Picasso joue avec son cheval - Picasso plays with his horse
- 2007: Tango Inspiration, Ausstellung in der Galerie Aventinum, Prag und Tango Loft, Berlin 2007
- 2006: Gemäldeausstellung, Kunstraum Villa Clara, Potsdam
- 2005: Ausstellung REGINA, Prag
- 2005: Ausstellung, Piscators Apotheke, Berlin
- 2004: Ausstellung, Galerie Bayer – Bayer, Prag
- 2003: Ausstellung, ”Heilige, lesende und sonstige Menschen”, Gemäldegalerie für Gegenwärtige Kunst Basiskulturfabrik – Neustrelitz
- 2001: Ausstellung - apropos Galerie, Berlin
- 1992: Ausstellung, Franz-Mehring-Galerie, Kunstamt Berlin-Kreuzberg
- 1968: Mitwirken in der Gruppe Crveni Peristil